# فردا هرگز نمی‌میرد
فردا هرگز نمی‌میرد (به انگلیسی: Tomorrow Never Dies) عنوان هجدهمین فیلم از سری فیلم‌های جیمز باند است که در سال ۱۹۹۷ اکران عمومی شد. در این فیلم پیرس برازنان برای دومین بار پس از فیلم چشم طلایی در نقش جیمزباند ظاهر شده‌است. او در دنیا کافی نیست و روزی دیگر بمیر نیز از این سری نیز در نقش جیمز باند حضور داشت. یک بازی کامپیوتری براساس این فیلم در همین سال ساخته شد. بازی کامپیوتری جیمزباند تحت عنوان ۰۰۷ بر روی پلتفرم‌های گوناگون از جمله سگا عرضه شد.

## خلاصه داستان
ام‌آی۶ جیمز باند را مأمور می‌کند تا بازار سیاه سلاح‌های تروریستی در مرز روسیه را شناسایی کند. در حالی که مأموران امنیتی از او خواستار صبر هستند، دریابد روی‌باک فرمان می‌دهد ناوچه HMS Chester موشک هارپون شلیک کند. باند در این عملیات موفق می‌شود دو اژدر هسته‌ای را روی یک جت آموزشی L-39 الباتروس پیدا کند و با همان جت از انفجار بازار فرار کند، درحالی‌که از دست یک جت L-39 دیگر هم فرار می‌کند.
الیوت کارور، مالک رسانه‌ای ثروتمند، با هکر تروریست هنری گوپتا همکاری می‌کند و از یک رمزگذار جی‌پی‌اس سرقتی برای فریب ناو HMS Devonshire استفاده می‌کند تا وارد آب‌های چین شود. سپس کشتی رادارگریز کارور ناو بریتانیایی را غرق می‌کند و با استفاده از سلاح‌های چینی جان بازماندگان را می‌گیرد تا چین را مقصر جلوه دهد. تنش‌ها بالا می‌گیرد و بریتانیا آماده پاسخ می‌شود، در حالی که مامور M تنها ۴۸ ساعت فرصت دارد تا حقیقت را کشف کند.
باند مأمور می‌شود تا شرکت CMGN کارور را زیر نظر بگیرد، شرکتی که پیش از ام‌آی۶ بحران را گزارش کرده بود. در هامبورگ، باند با فریبا و عشق قدیمی کارور، پاریس، آشنا می‌شود و او را اغوا می‌کند تا به داخل شرکت دسترسی پیدا کند. پس از خراب‌کاری در پرتاب ماهواره کارور و سرقت رمزگذار، باند متوجه قتل پاریس توسط دکتر کافمن می‌شود و در درگیری او را می‌کشد و سپس با یک بی‌ام‌و کنترل از راه دور فرار می‌کند.
باند در اوکیناوا با متحدان آمریکایی، جک وید و دکتر دیو گرینوالت متخصص جی‌پی‌اس ملاقات می‌کند و تأیید می‌کند رمزگذار دستکاری شده است. سپس با مأمور چینی، وای لین، همکاری می‌کند تا لاشه ناو Devonshire را بررسی کنند و موشک کروز گمشده را پیدا کنند. باند و وای لین اسیر می‌شوند اما موفق به فرار می‌گردند و دولت‌ها را از نقشه کارور برای شروع جنگ بین بریتانیا و چین آگاه می‌کنند، جنگی که به کارور اجازه می‌دهد امتیاز انحصاری پخش در چین را به دست آورد.
در پایان، باند و وای لین با نفوذ به کشتی رادارگریز کارور تلاش می‌کنند موشک هدف‌گیری شده به پکن را متوقف کنند. پس از خراب‌کردن بدنه کشتی و آشکار شدن آن روی رادار، باند کارور را با دریل خودش می‌کشد. سپس وای لین را از دست استمپر نجات می‌دهد و کشتی منفجر می‌شود. در صحنه آخر، باند و وای لین همدیگر را در آغوش می‌کشند در حالی که ناو HMS Bedford به جستجوی بازماندگان می‌پردازد.